# (34112) 2000 PC25
2000 PC25 (asteroide 34112) é um asteroide da cintura principal. Possui uma excentricidade de 0.06542060 e uma inclinação de 16.65902º.
Este asteroide foi descoberto no dia 3 de agosto de 2000 por LINEAR em Socorro.